# Hugh Glasgow
Hugh Glasgow (* 8. September 1769 in Nottingham, Chester County, Province of Pennsylvania; † 31. Januar 1818 in Peach Bottom, Pennsylvania) war ein US-amerikanischer Politiker. Zwischen 1813 und 1817 vertrat er den Bundesstaat Pennsylvania im US-Repräsentantenhaus.

## Werdegang
Hugh Glasgow besuchte die öffentlichen Schulen seiner Heimat und betätigte sich danach in der Landwirtschaft. Nach einem anschließenden Jurastudium und seiner Zulassung als Rechtsanwalt begann er in diesem Beruf zu arbeiten. Zwischen 1800 und 1813 war er Richter im York County. Politisch schloss er sich der Demokratisch-Republikanischen Partei an.
Bei den Kongresswahlen des Jahres 1812 wurde Glasgow im vierten Wahlbezirk von Pennsylvania in das US-Repräsentantenhaus in Washington, D.C. gewählt, wo er am 4. März 1813 die Nachfolge von Robert Whitehill antrat. Nach einer Wiederwahl konnte er bis zum 3. März 1817 zwei Legislaturperioden im Kongress absolvieren. Diese waren anfangs noch von den Ereignissen des Britisch-Amerikanischen Krieges überschattet. Hugh Glasgow starb am 31. Januar 1818 in Peach Bottom.